# 8 oktober
8 oktober is de 281ste dag van het jaar (282ste in een schrikkeljaar) in de gregoriaanse kalender. Hierna volgen nog 84 dagen tot het einde van het jaar.

## Gebeurtenissen
- Algemeen
  - 1871 - Een grote brand verwoest bijna zes vierkante kilometer van Chicago waarbij honderden mensen omkomen.[1] Ongeveer 250 mijl verderop vindt de bosbrand in Peshtigo plaats, die wordt beschouwd als de dodelijkste natuurbrand in de Amerikaanse geschiedenis.[2]
  - 1904 - Een zware storm raast langs de Nederlandse kust. Verscheidene vissersvaartuigen zinken. Alleen uit Urk al komen 14 vissers om het leven.[3]
  - 1934 - Bruno Hauptmann wordt aangeklaagd voor de moord op Charles Lindbergh Jr.[1]
  - 1990 - Er vallen 21 Palestijnse doden en 300 gewonden bij schermutselingen op de Tempelberg in Jeruzalem.
  - 2005 - Een zware aardbeving treft Pakistan.
  - 2007 - RandstadRail 4 in Zoetermeer wordt volledig in gebruik genomen.
  - 2010 - De zwaarste overstromingen in Thailand in decennia dreigen de stad Bangkok onder water te zetten. In de afgelopen weken treft het natuurgeweld 53 provincies, maakt miljoenen mensen dakloos en eist 255 doden. (Lees verder)
  - 2015 - Bij een bombardement op een bruiloft in Jemen komen meer dan 50 mensen om het leven.
  - 2016 - In Japan barst de vulkaan Aso uit. De regering waarschuwt onder andere voor asregen in de omgeving.
  - 2016 - Uit onderzoek van het Vast Comité van Toezicht op de politiediensten naar de aanslagen van 13 november 2015 in de Franse hoofdstad Parijs komt naar voren dat de Belgische politie zeker dertien kansen heeft gehad om de aanslagen in het buurland te voorkomen.[4]
  - 2016 - Bij een bombardement op een uitvaartcentrum in Sanaa, de hoofdstad van Jemen, vallen zeker 82 doden en meer dan 500 gewonden. Hier was juist de begrafenis bezig van de vader van sjeik Ali al-Rawishan.[5]
  - 2016 - In de Amerikaanse stad Palm Springs schiet een gewapende man twee politieagenten dood.[6]
  - 2017 - In Barcelona gaan honderdduizenden mensen de straat op om te protesteren tegen de onafhankelijkheid van Catalonië. Op verzoek van de Catalaanse burgerorganisatie SCC dragen de demonstranten Spaanse, Catalaanse en Europese vlaggen om eenheid uit te stralen.
  - 2017 - De Turkse officier van justitie eist tot 15 jaar cel voor de directeur en tien andere medewerkers van Amnesty International in Turkije.
  - 2017 - Ruim 140 duizend Balinezen zijn op de vlucht voor de dreigende uitbarsting van de vulkaan Gunung Agung.
  - 2021 - Bij een aanslag door IS op een moskee in de Afghaanse stad Kunduz vallen zeker 50 doden en 140 gewonden.[7]
  - 2022 - Wirdum in de provincie Groningen is het epicentrum van een aardbeving met een kracht van 3,1 op de schaal van Richter. Volgens het KNMI is het de sterkste beving van dit jaar en neemt de beving een gedeelde 5e plaats in de huidige top 10 van zwaarste aardbevingen in het Groningen-gasveld.[8]
  - 2023 - In de Kameroense hoofdstad Yaoundé komen volgens lokale autoriteiten zeker 27 mensen om en raken meer dan 50 mensen gewond als gevolg van aardverschuivingen die zijn ontstaan door overstromingen doordat een rivier in de hoofdstad door hevige regenval buiten zijn oevers is getreden.[9]
- Economie
  - 2024 - De Nederlandse tak van het Amerikaanse bedrijf Dunkin' is failliet verklaard. [10]
- Media
  - 1960 - Het eerste nummer van TeleVizier verschijnt.
- Oorlog
  - 314 - Slag bij Cibalae: Keizer Constantijn de Grote verslaat zijn rivaal Valerius Licinius bij Cibalae (huidige Vinkovci) en behaalt een pyrrusoverwinning.
  - 876 - Slag bij Andernach: Een Frankisch leger onder bevel van Lodewijk de Jonge verslaat bij Andernach (gelegen aan de Rijn) zijn oom Karel de Kale.
  - 1573 - Alkmaars ontzet, de eerste Nederlandse overwinning gedurende de Tachtigjarige Oorlog.[1]
  - 1784 - Het incident op de Westerschelde gedurende de Keteloorlog.
  - 1912 - De Eerste Balkanoorlog breekt uit.
  - 1939 - Duitsland annexeert westelijk Polen.[1]
- Politiek
  - 1600 - San Marino neemt een geschreven grondwet aan.[1]
  - 1606 - Graaf Johan VI van Nassau-Siegen wordt opgevolgd door zijn zoons Willem Lodewijk, Johan VII, George, Ernst Casimir en Johan Lodewijk.
  - 1650 - Keizer Ferdinand III verheft graaf Johan Lodewijk van Nassau-Hadamar in de rijksvorstenstand.
  - 1842 - Huwelijk van erfgroothertog Karel Alexander van Saksen-Weimar-Eisenach en prinses Sophie der Nederlanden in Den Haag.
  - 1967 - Che Guevara wordt in Bolivia gevangengenomen.[1]
  - 1982 - In Polen wordt de vakbond Solidarność verboden.[1]
  - 1990 - Het Britse pond sterling treedt toe tot het Europees Monetair Stelsel.[1]
  - 1991 - Het parlement van Bangladesh kiest Abdur Rahman Biswas (65) tot president.
  - 2000 - In België zijn er gemeente-, districts- en provincieraadsverkiezingen.
  - 2006 - In België zijn er gemeente-, districts- en provincieraadsverkiezingen.
  - 2012 - Ivoorkust heropent de grens met Ghana nadat het West-Afrikaanse land deze eind september had gesloten na een aanval van gewapende mannen op een controlepost.
  - 2015 - Het tribunaal van de Braziliaanse rekenkamer oordeelt unaniem dat de regering van president Dilma Rousseff de wet overtrad door de begrotingscijfers van 2014 te vervalsen.
  - 2016 - De Marokkaanse Partij voor Gerechtigheid en Vooruitgang (PJD) wint de parlementsverkiezingen in het Noord-Afrikaanse land.[11]
  - 2016 - De Georgische Droom-partij wint voor de tweede keer op rij de verkiezingen voor het parlement van Georgië. (Lees verder)
- Religie
  - 1995 - Paus Johannes Paulus II brengt de laatste dag van zijn bezoek door in Baltimore, de oudste bisschopszetel (1789) van de Verenigde Staten.
- Sport
  - 1984 - Bart Vos claimt als eerste Nederlander de Mount Everest te hebben beklommen.[1]
  - 1997 - Oprichting van de Amerikaanse voetbalclub Chicago Fire Soccer Club.
  - 2006 - De Nederlandse hockeydames worden voor de zesde maal wereldkampioen; in Madrid wordt Australië met 3-1 verslagen.
  - 2015 - De ethische commissie van de FIFA schorst voorzitter Sepp Blatter en UEFA-voorzitter Michel Platini voor een periode van negentig dagen.[12]
  - 2017 - Zeilster Marit Bouwmeester wint voor de kust van Barcelona de Europese titel in de Laser radial-klasse.
  - 2017 - Het Duits voetbalelftal wint ook de tiende en laatste WK-kwalificatiewedstrijd, ditmaal van Azerbeidzjan, en is met 43 goals het meest trefzekere Europese land ooit in een kwalificatiereeks. Spanje (42 doelpunten in aanloop naar het EK van 2000) raakt het record kwijt.
  - 2017 - Mohamed Salah leidt zijn vaderland Egypte met twee doelpunten tegen Congo (2-1) naar het WK voetbal 2018 in Rusland.
  - 2017 - Een onbedoelde eenarmige zwaai kost Epke Zonderland de gouden medaille in de rekstokfinale van de WK turnen in Montréal. Hij wordt tweede, landgenoot Bart Deurloo derde.
  - 2021 - Het Nederlands voetbalelftal wint het WK-kwalificatieduel tegen Letland in Riga met 0-1.[13]
  - 2021 - Bij de Europese Kampioenschappen baanwielrennen in het Zwitserse Grenchen behaalt Lonneke Uneken brons op de puntenkoers.[14]
  - 2021 - Hockeyer Mirco Pruyser maakt bekend dat hij stopt als international.[15]
  - 2021 - Bij de Europese Kampioenschappen baanwielrennen in het Zwitserse Grenchen wint Harrie Lavreysen goud op de sprint. Jeffrey Hoogland pakt zilver.[14]
  - 2023 - De Amerikaanse wielrenner Riley Sheehan zegeviert in de 117e editie van Parijs-Tours. De Brit Lewis Askey en de Noor Tobias Halland Johannessen worden tweede en derde.[16]
  - 2023 - De Franse ruiter Nicolas Touzaint wint de 52e editie van de Military in Boekelo. In 2006 won hij ook de wedstrijd. De Belgische Lara de Liedekerke wordt tweede en Rosalind Canter uit het Verenigd Koninkrijk wordt derde[17]
- Wetenschap en technologie
  - 1958 - De Zweedse chirurg Ake Senning brengt bij een mens de eerste pacemaker in.
  - 1992 - NASA's Pioneer 12 (Pioneer Venus 1) ruimtevaartuig verbrandt in de atmosfeer van de planeet Venus na een onderzoeksmissie van 14 jaar.[18]
  - 2010 - De Nobelprijs voor de Vrede wordt toegekend aan de Chinese mensenrechtenactivist Liu Xiaobo, wat leidt tot boze reacties vanuit de Volksrepubliek.
  - 2013 - Het Nobelcomité maakt bekend dat de Nobelprijs voor Natuurkunde dit jaar is toegekend aan de Belg François Englert en de Brit Peter Higgs voor de ontdekking van een mechanisme dat bijdraagt aan onze kennis van de oorsprong van massa van subatomaire deeltjes.
  - 2014 - De Nobelprijs voor de Scheikunde gaat dit jaar naar de Amerikanen Eric Betzig en William Moerner en de Duitser Stefan Hell voor hun bijdrage aan de ontwikkeling van fluorescentiemicroscopie beneden de diffractielimiet.
  - 2015 - De Wit-Russische schrijfster Svetlana Aleksijevitsj krijgt dit jaar de Nobelprijs voor de Literatuur toegekend.
  - 2015 - Er is water aangetroffen op dwergplaneet Pluto en de planeet wordt omringd door een blauwe atmosfeer. Dat meldt ruimtevaartorganisatie NASA.
  - 2021 - Het Nobelcomité maakt bekend dat de Nobelprijs voor de Vrede dit jaar is toegekend aan de Filipijnse Maria Ressa en de Rus Dmitri Moeratov voor hun inzet voor vrijheid van meningsuiting en de persvrijheid in hun land.[19]

## Geboren

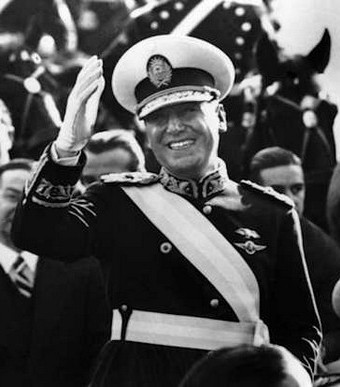
Juan Perón,
geboren in 1895

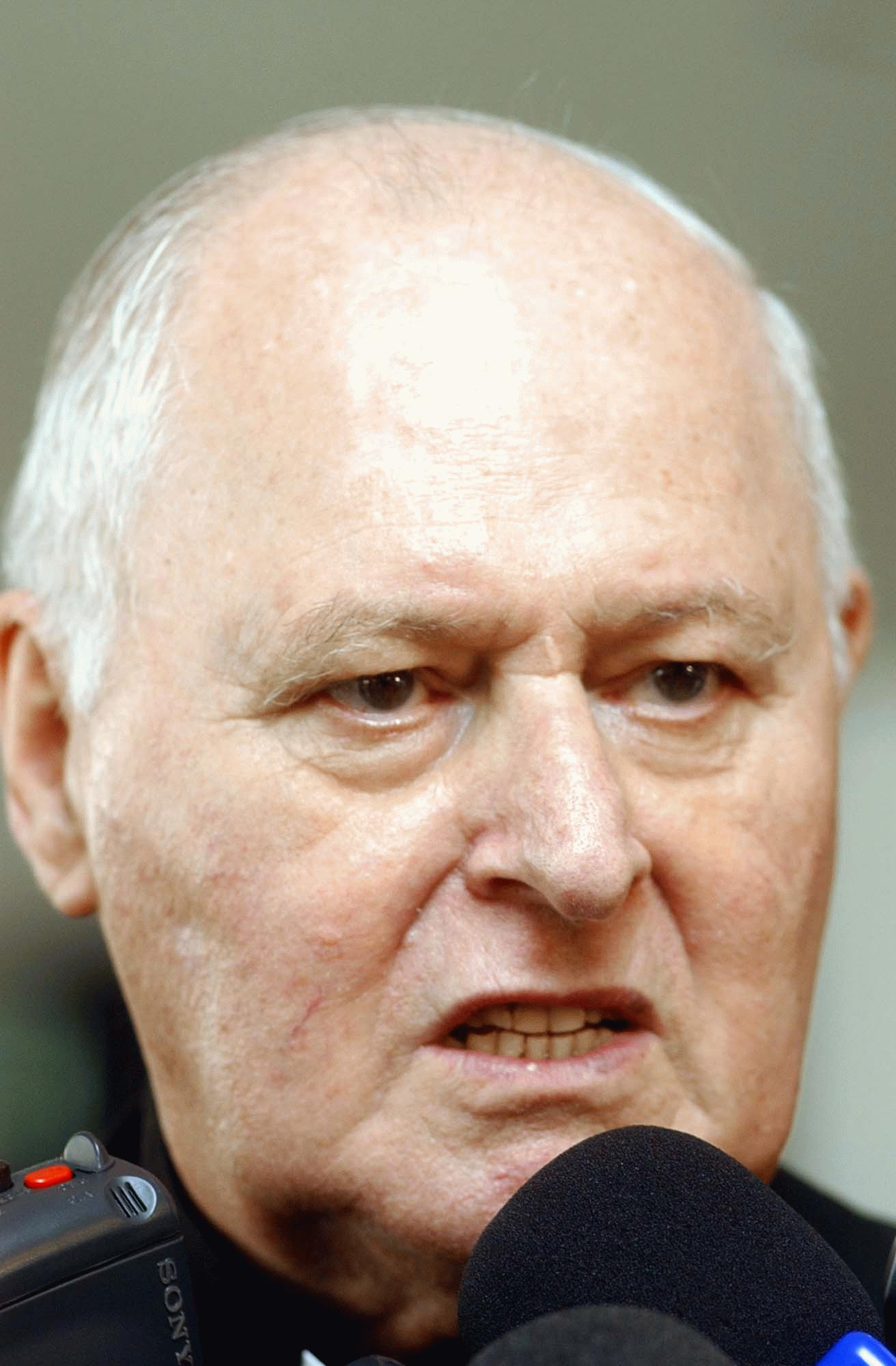
Aloísio Lorscheider,
geboren in 1924

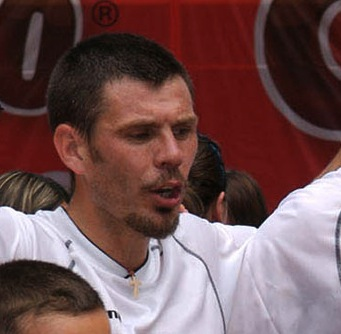
Zvonimir Boban,
geboren in 1968

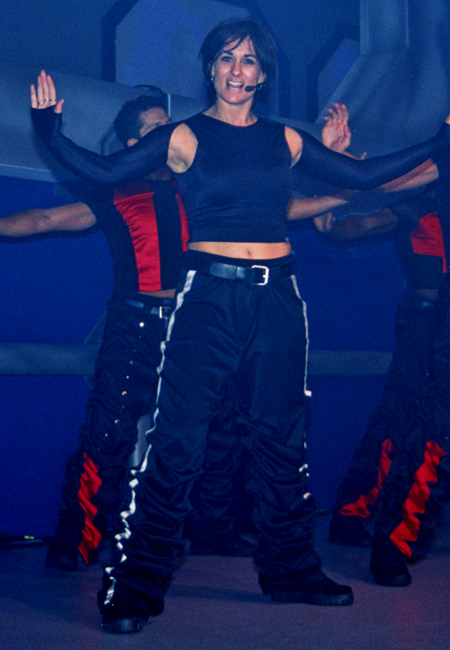
Laura Vlasblom,
geboren in 1968

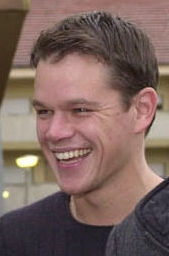
Matt Damon,
geboren in 1970

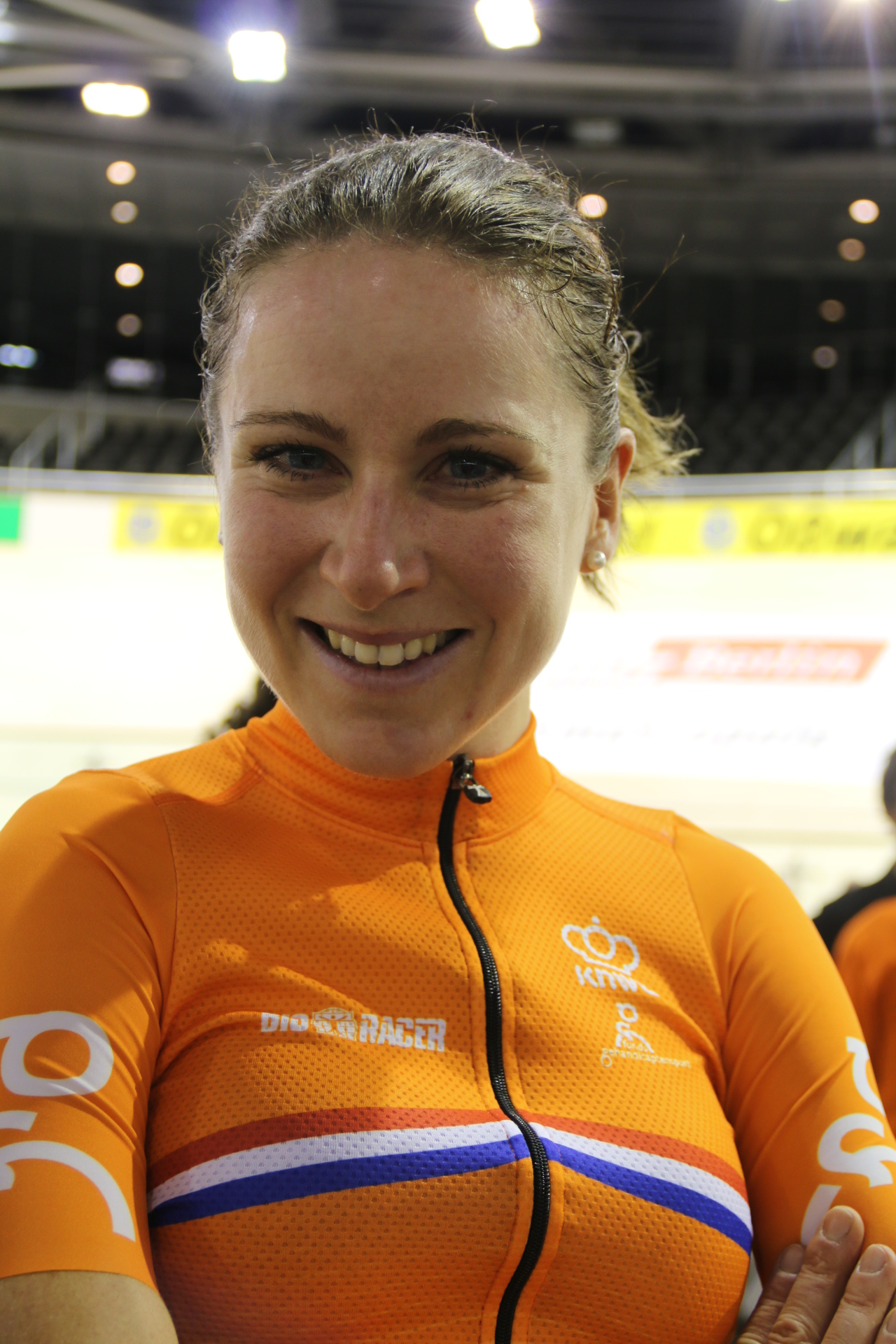
Annemiek van Vleuten,
geboren in 1982

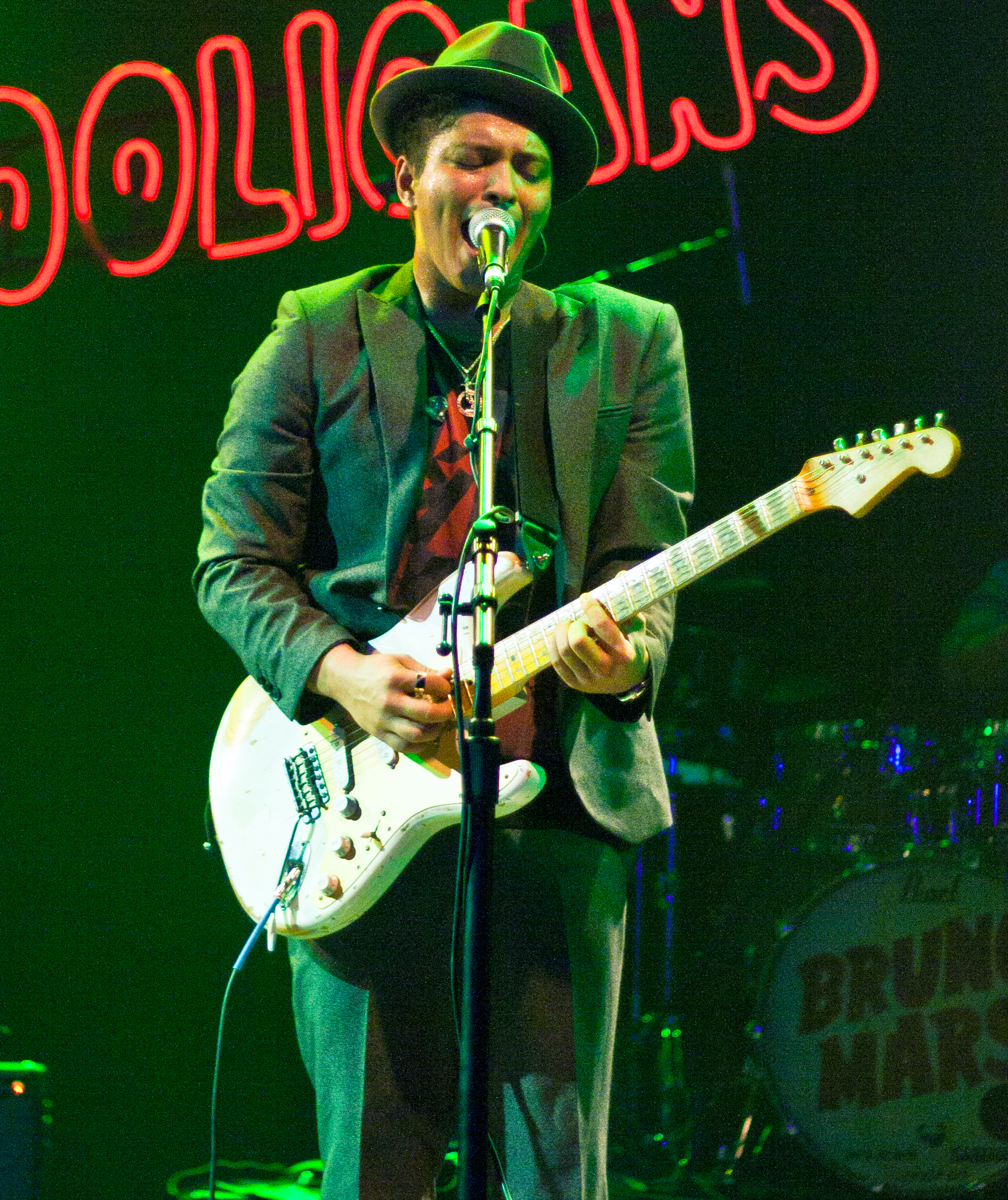
Bruno Mars,
geboren in 1985

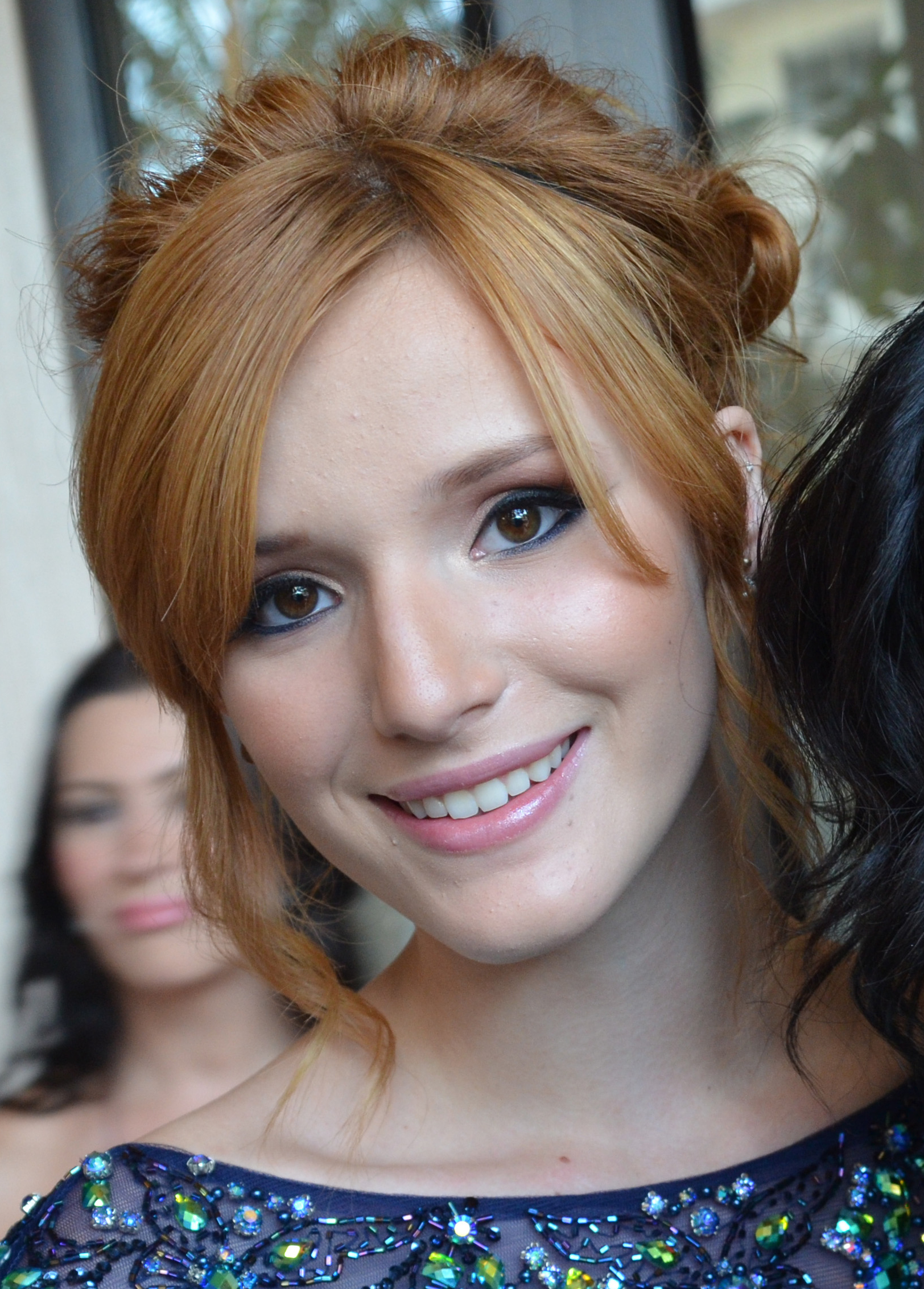
Bella Thorne,
geboren 1997

- 1750 - Pieter Vreede, voorman van de radicale patriotten (overleden 1837)
- 1776 - Pieter Gerardus van Os, Nederlands kunstschilder (overleden 1839)
- 1802 - Petrus Hofstede de Groot, Nederlands theoloog (overleden 1886)
- 1808 - Pieter Frederik van Os, Nederlands kunstschilder (overleden 1892)
- 1810 - James W. Marshall, ontdekker van goud in Californië (overleden 1885)
- 1845 - Vilhelmine Møller, Deens feministe en moordenaar (overleden 1936)
- 1848 - Pierre De Geyter, Belgisch componist (overleden 1932)
- 1868 - Fernand de Wouters d'Oplinter, Belgisch politicus (overleden 1942)
- 1872 - Kristine Bonnevie, Noors bioloog (overleden 1948)
- 1875 - Laurence Doherty, Brits tennisser (overleden 1919)
- 1878 - Schotto van Fridagh, Nederlands burgemeester (overleden 1959)
- 1879 - Chen Duxiu, Chinees politicus (overleden 1942)
- 1879 - Ernest Douwes Dekker, Nederlands-Indisch publicist en politicus (overleden 1950)
- 1884 - Walter von Reichenau, Duits maarschalk (overleden 1942)
- 1888 - Friedrich Fromm, Duits generaal (overleden 1945)
- 1889 - Philippe Thys, Belgisch wielrenner (overleden 1971)
- 1890 - Edward Rickenbacker, Amerikaans gevechtspiloot (overleden 1973)
- 1893 - Clarence Williams, Amerikaans jazzmuzikant (overleden 1965)
- 1895 - Juan Perón, Argentijns president (overleden 1974)
- 1904 - Jan Cornelisse, Nederlands bokser (overleden 1992)
- 1904 - Yves Giraud-Cabantous, Frans autocoureur (overleden 1973)
- 1906 - Maurice Maréchal, Belgisch atleet (overleden 1968)
- 1908 - Charles Douw van der Krap, Nederlands marineofficier en verzetsstrijder (overleden 1995)
- 1910 - Albert Milhado, Nederlands (sport)journalist (overleden 2001)
- 1910 - Spider Webb, Amerikaans autocoureur (overleden 1990)
- 1913 - Haxhi Lleshi, Albanees politicus (overleden 1998)
- 1914 - Jan Wilmans, Nederlands politicus (overleden 2005)
- 1918 - Jens Christian Skou, Deens scheikundige en Nobelprijswinnaar (overleden 2018)
- 1919 - Jack McGrath, Amerikaans autocoureur (overleden 1955)
- 1920 - Frank Dochnal, Amerikaans autocoureur (overleden 2010)
- 1920 - Frank Herbert, Amerikaans sciencefictionschrijver (overleden 1986)
- 1921 - Johan Wilman, Nederlands werktuigkundig ingenieur en klokkenluider (overleden 2009)
- 1922 - Nils Liedholm, Zweeds voetballer (overleden 2007)
- 1924 - Alphons Egli, Zwitsers politicus (overleden 2016)
- 1924 - Rika Jansen, Nederlands zangeres (overleden 2016)
- 1924 - Aloísio Lorscheider, Braziliaans theoloog, aartsbisschop, kardinaal en (mensenrechten)activist (overleden 2007)
- 1924 - Johnny Werket, Amerikaans schaatser (overleden 2010)
- 1925 - Andrej Sinjavski (Abram Terts), Russisch schrijver (overleden 1997)
- 1925 - Paul Van Hoeydonck, Belgisch beeldend kunstenaar (overleden 2025)
- 1927 - César Milstein, Argentijns biochemicus (overleden 2002)
- 1928 - Wim Bos, Nederlands schilder (overleden 2007)
- 1928 - Joop Reuver, Nederlands burgemeester (overleden 2022)
- 1929 - Betty Boothroyd, Brits politica (overleden 2023)
- 1929 - Julien Goekint, Belgisch politicus (overleden 2023)
- 1930 - Faith Ringgold, Amerikaans kunstenares (overleden 2024)
- 1930 - Toru Takemitsu, Japans componist (overleden 1996)
- 1931 - Franco Cosimo Panini, Italiaans uitgever (overleden 2007)
- 1932 - Ray Reardon, Welsh snookerspeler (overleden 2024)
- 1932 - Henry Wijnaendts, Nederlands topambtenaar en diplomaat
- 1933 - Kurt Linder, Duits voetballer en voetbaltrainer (overleden 2022)
- 1933 - Judicus Verstegen, Nederlands scheikundige en schrijver (overleden 2015)
- 1934 - Fernand Lambrecht, Belgisch dichter en schrijver van aforismen (overleden 2021)
- 1934 - Martin Lippens, Belgisch voetballer (overleden 2016)
- 1938 - Sonny Barger, Amerikaans schrijver (overleden 2022)
- 1938 - John Ørsted Hansen, Deens roeier
- 1938 - Henk Herrenberg, Surinaams politicus en diplomaat (overleden 2024)
- 1939 - Boris Doebrovsky, Sovjet-Russisch roeier (overleden 2023)
- 1939 - Ida Galli, Italiaans actrice
- 1939 - Paul Hogan, Australisch komiek en acteur
- 1939 - Elvīra Ozoliŋa, Sovjet-Russisch atlete
- 1940 - Paco Moncayo, Ecuadoraans politicus en generaal
- 1941 - Martin van Amerongen, Nederlands columnist, journalist en publicist (overleden 2002)
- 1941 - Jesse Jackson, Amerikaans dominee en voorvechter van de burgerrechten
- 1943 - Chevy Chase, Amerikaans acteur
- 1943 - R.L. Stine, Amerikaans schrijver van griezelkinderboeken
- 1944 - Maurice Bodson, Waals politicus (overleden 2020)
- 1946 - Hanan Ashrawi, Palestijns politica en taalkundige
- 1946 - Joost Belinfante, Nederlands trombonist
- 1946 - Zbigniew Frączkiewicz, Pools beeldhouwer
- 1946 - Aleksandr Gorsjkov, Russisch kunstschaatser (overleden 2022)
- 1946 - Lennox Miller, Jamaicaans atleet (overleden 2004)
- 1946 - John T. Walton, Amerikaans zakenman (overleden 2005)
- 1947 - Sheila Ferguson, Amerikaans zangeres, componiste, schrijfster en actrice
- 1947 - Maurice de Hond, Nederlands ondernemer, opiniepeiler en voetbalscheidsrechter
- 1947 - Jan Dick Leurs, Nederlands honkballer en honkbalcoach
- 1947 - Miel Puttemans, Belgisch atleet
- 1948 - Claude Jade, Frans actrice (overleden 2006)
- 1948 - Uco Egmond, Nederlands stripauteur en illustrator
- 1948 - Thein Nyunt, Birmees burgemeester (overleden 2024)
- 1948 - Johnny Ramone, Amerikaans gitarist (overleden 2004)
- 1948 - Jack Spijkerman, Nederlands presentator
- 1949 - Annelies Verstand, Nederlands politica
- 1949 - Sigourney Weaver, Amerikaans actrice
- 1949 - Roeland Van Walleghem, Belgisch politicus
- 1950 - Miguel Ángel Brindisi, Argentijns voetballer en trainer
- 1951 - Timo Salonen, Fins rallyrijder
- 1952 - Jan Marijnissen, Nederlands politicus
- 1953 - Marjo van Dijken, Nederlands politicus
- 1954 - Walter Dahn, Duits kunstschilder, fotograaf en musicus (overleden 2024)
- 1954 - Jean Fernandez, Frans voetballer en voetbaltrainer
- 1954 - Huub Rothengatter, Nederlands autocoureur
- 1955 - Hansina Uktolseja, Moluks gijzelnemer en tandartsassistente (overleden 1977)
- 1955 - Claudio Sulser, Zwitsers voetballer
- 1956 - Janice Voss, Amerikaans astronaute (overleden 2012)
- 1957 - Antonio Cabrini, Italiaans voetballer en voetbaltrainer
- 1957 - Olga Krisjtop, Russisch atlete
- 1958 - Ursula von der Leyen, Duits politica
- 1959 - Tommy Armour III, Amerikaans golfer
- 1959 - Nick Bakay, Amerikaans (stem)acteur, cabaretier
- 1959 - Gavin Friday (Fionán Martin Hanvey), Iers zanger, componist en schilder
- 1959 - Claudy Michely, Luxemburgs veldrijder (overleden 2023)
- 1959 - Hubertus Schmidt, Duits ruiter
- 1960 - Ralf Minge, Oost-Duits voetballer en voetbalcoach
- 1962 - Bruno Thiry, Belgisch rallyrijder
- 1964 - Jakob Arjouni, Duits schrijver
- 1964 - Ian Hart, Brits acteur
- 1964 - CeCe Winans (Priscilla Marie Winans Love), Amerikaans gospelzangeres
- 1965 - Matt Biondi, Amerikaans zwemmer
- 1965 - Dougie McDonald, Schots voetbalscheidsrechter
- 1966 - Martijn Bosman, Nederlands drummer, acteur, zanger, producer, diskjockey en presentator
- 1966 - Wanderley Magalhães Azevedo, Braziliaans wielrenner (overleden 2006)
- 1966 - Karyn Parsons, Amerikaans actrice
- 1967 - Primož Gliha, Sloveens voetballer en voetbalcoach
- 1967 - Andro Knel, Surinaams-Nederlands voetballer (overleden 1989)
- 1967 - Teddy Riley, Amerikaans singer-songwriter, producent en muzikant
- 1967 - Gert-Jan de Warm, Nederlands acteur
- 1967 - Alexander Zorniger, Duits voetballer en voetbalcoach
- 1968 - Zvonimir Boban, Kroatisch voetballer
- 1968 - Emily Procter, Amerikaans actrice
- 1968 - Laura Vlasblom, Nederlands zangeres
- 1969 - Jeremy Davies, Amerikaans acteur
- 1969 - Hilde Dosogne, Belgisch atlete
- 1970 - Matt Damon, Amerikaans acteur
- 1970 - Sandor van Es, Nederlands autocoureur
- 1970 - Sadiq Khan, Brits politicus
- 1970 - Tetsuya Nomura, Japans videogameregisseur en characterdesigner
- 1970 - Alexis de Roode, Nederlands dichter
- 1971 - Miran Pavlin, Sloveens voetballer
- 1972 - Terry Balsamo, Amerikaans gitarist
- 1972 - Deirdre Demet, Amerikaans wielrenster
- 1972 - Jan Verfaillie, Belgisch politicus
- 1972 - Stanislav Varga, Slowaaks voetballer
- 1973 - Keiji Shirahata, Japans langebaanschaatser
- 1973 - Alberto Undiano Mallenco, Spaans voetbalscheidsrechter
- 1973 - Jochen Otten, Nederlands cabaretier en (radio)columnist
- 1974 - Anila Mirza, Deens zangeres
- 1974 - Koji Murofushi, Japans kogelslingeraar
- 1975 - Philippe Felgen, Luxemburgs voetbaldoelman
- 1975 - Nienke Römer, Nederlands actrice
- 1976 - Bas Eickhout, Nederlands europarlementariër (GroenLinks)
- 1976 - Purrel Fränkel, Nederlands voetballer
- 1976 - Renate Groenewold, Nederlands schaatsster
- 1977 - Madelon Baans, Nederlands zwemster
- 1977 - Daniel Bess, Amerikaans acteur
- 1977 - Anne-Caroline Chausson, Frans mountainbikester en BMX-ster
- 1977 - Reese Hoffa, Amerikaans atleet
- 1977 - Erna Siikavirta, Fins toetsenist
- 1977 - Alexander Viveros, Colombiaans voetballer
- 1978 - Ewout Holst, Nederlands zwemmer
- 1979 - Goran Sablić, Kroatisch voetballer
- 1980 - Nick Cannon, Amerikaans acteur
- 1980 - Rahim Ouédraogo, Burkinees voetballer
- 1980 - J.R. Ramirez, Amerikaans acteur
- 1980 - Sarah Smeyers, Belgisch politica
- 1980 - Mamadou Zongo, Burkinees voetballer
- 1981 - Harvey Monte, Nederlands honkballer
- 1981 - Patrick Pilet, Frans autocoureur
- 1982 - Vivianne Heijnen, Nederlands politica (CDA)
- 1982 - Annemiek van Vleuten, Nederlands wielrenster
- 1982 - Bas van Wageningen, Nederlands basgitarist en bandlid DI-RECT
- 1984 - Bollebof (Eder Almeida Viera), Nederlands rapper
- 1984 - Trent Lowe, Australisch wielrenner
- 1985 - Bruno Mars, Amerikaans zanger
- 1985 - Tom Schnell, Luxemburgs voetballer
- 1986 - Martin Günther, Duits atleet
- 1986 - Camilla Herrem, Noors handbalster
- 1986 - Francisco Montañés, Spaans voetballer
- 1987 - Rutger van Schaardenburg, Nederlands zeiler
- 1989 - Patrick van Kempen, Nederlands paralympisch sporter
- 1989 - Stijn Wuytens, Belgisch voetballer
- 1990 - Sanne Cant, Belgisch veldrijdster
- 1990 - Rachel Klamer, Nederlands triatlete, duatlete en atlete
- 1991 - Bakermat (Lodewijk Fluttert), Nederlands dj en muziekproducent
- 1991 - Roly Bonevacia, Nederlands voetballer
- 1991 - Patric Niederhauser, Zwitsers autocoureur
- 1991 - Christopher Verbist, Belgisch voetballer
- 1992 - Nick Kuipers, Nederlands voetballer
- 1993 - Molly Quinn, Amerikaans actrice
- 1993 - Barbara Palvin, Hongaars model
- 1994 - Paweł Juraszek, Pools zwemmer
- 1994 - Sven Thorgren, Zweeds snowboarder
- 1995 - Simone Bolelli, Italiaans tennisser
- 1996 - Sara Takanashi, Japans schansspringster
- 1997 - Steven Bergwijn, Nederlands voetballer
- 1997 - Josh Kerr, Brits atleet
- 1997 - Angelica Moser, Zwitsers atlete
- 1997 - Marco Odermatt, Zwitsers alpineskiër
- 1997 - Jordi Rottier, Belgisch acteur
- 1997 - Bella Thorne, Amerikaans actrice
- 1999 - Mick Wishofer, Oostenrijks autocoureur
- 2001 - Cecilie Fløe, Deens voetbalster
- 2002 - Kokona Iwasaki, Japans voetbalster
- 2003 - Lieke Vis, Nederlands voetbalster
- 2003 - Milan Zonneveld, Nederlands voetballer
- 2009 - Gordon Cormier, Canadees acteur

## Overleden
- 1606 - Jan van Nassau (70)

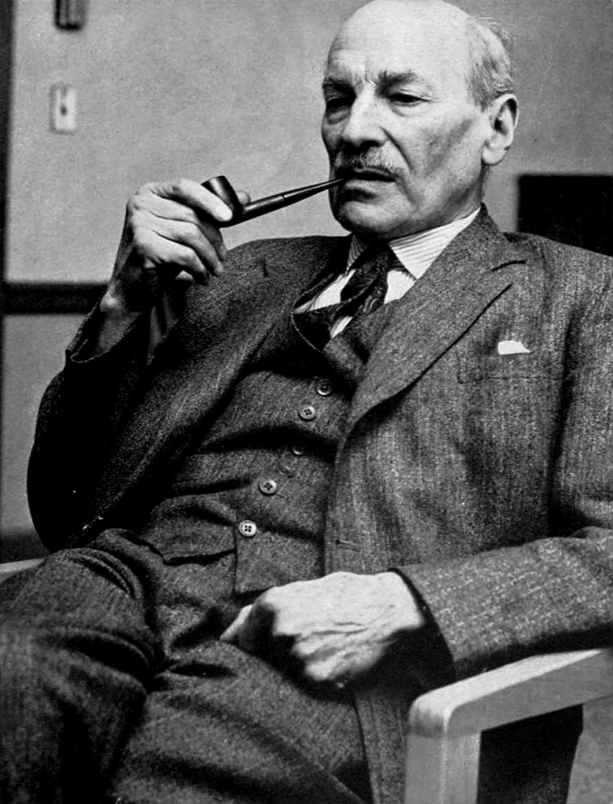
Clement Attlee
overleden in 1967

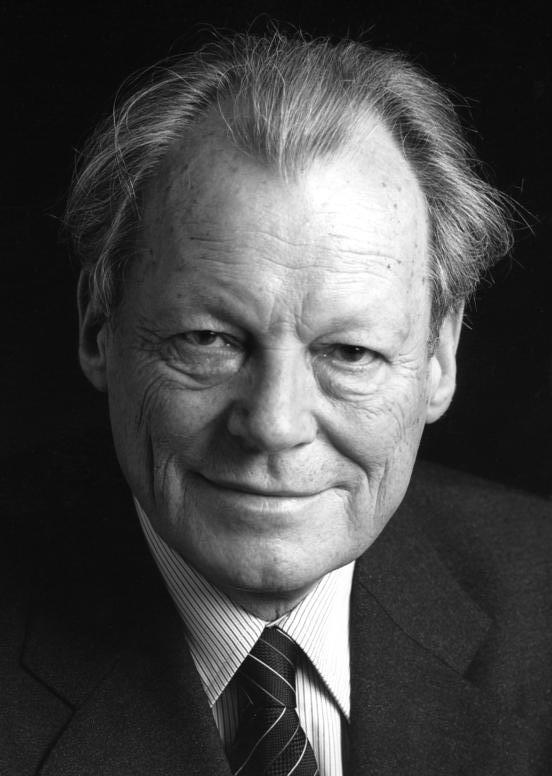
Willy Brandt
overleden in 1992

- 1754 - Henry Fielding (47), Engels auteur
- 1768 - Pierre Simon Fournier (56), Frans stempelsnijder, lettergieter en typografisch theoreticus
- 1869 - Franklin Pierce (64), veertiende president van de Verenigde Staten
- 1888 - Jules Joseph d'Anethan (85), Belgisch politicus
- 1939 - Henri Dekking (67), Nederlands journalist en schrijver
- 1941 - Arie Addicks (34), Nederlands verzetsstrijder
- 1945 - Frans Morssink (69), Nederlands katholiek missionaris in Suriname
- 1953 - Nigel Bruce (58), Mexicaans-Brits acteur
- 1953 - Kathleen Ferrier (41), Engels contra-altzangeres
- 1958 - Piet Kerstens (62), Nederlands politicus
- 1962 - Solomon Linda (53), Zuid-Afrikaans componist en zanger
- 1964 - Antonio Abad (78), Filipijns schrijver
- 1965 - Helen Wainwright (59), Amerikaans zwemster
- 1966 - Célestin Freinet (69), Frans onderwijzer
- 1967 - Clement Attlee (84), Brits politicus
- 1968 - Joseph du Château (72), Belgisch politicus
- 1972 - Jose Maria Cuenco (87), Filipijns aartsbisschop
- 1973 - Gabriel Marcel (83), Frans filosoof
- 1990 - Juan José Arévalo (85), Guatemalteeks politicus
- 1991 - Arie Kaan (89), Nederlands atleet
- 1992 - Willy Brandt (78), Duits bondskanselier
- 1995 - John Cairncross (82), Brits dubbelspion
- 2004 - Jacques Derrida (74), Algerijns-Frans filosoof
- 2006 - Ko Kiers (76), Nederlands politicus en ondernemer
- 2006 - Mark Porter (31), Australisch autocoureur
- 2007 - Joelian Kalisjer (72), Russisch animatiefilmmaker
- 2008 - Francisco Jesuíno Avanzi (Chicão) (59), Braziliaans voetballer
- 2011 - Piet Noordijk (79), Nederlands saxofonist
- 2011 - Ingvar Wixell (80), Zweeds operazanger
- 2012 - Marilou Diaz-Abaya (57), Filipijns regisseur
- 2012 - Freddy Kruisland (73), Surinaams advocaat
- 2013 - Lajos Kalános (81), Hongaars-Nederlands cameraman
- 2013 - Herman Van Elsen (87), Belgisch politicus
- 2014 - Jeen van den Berg (86), Nederlands schaatser en winnaar Elfstedentocht 1954
- 2015 - Jim Diamond (64), Brits popzanger en songwriter
- 2016 - Stylianos Pattakos (103), Grieks politicus
- 2017 - Grady Tate (85), Amerikaans jazzzanger en -drummer
- 2019 - Carlos Celdran (46), Filipijns activist en comedian
- 2019 - Serafim Fernandes de Araújo (95), Braziliaans kardinaal
- 2020 - Siegfried Gilds (81), Surinaams vakbondsbestuurder en politicus
- 2020 - Leo Köhlenberg (84), Nederlands organist en componist
- 2020 - Charlie Moore (91), Amerikaans atleet
- 2021 - Johan Frinsel sr. (94), Nederlands schrijver en hulpverlener
- 2021 - Marina Galanou (?), Grieks transgenderactivist, uitgever, schrijver
- 2021 - Tony MacMahon (82), Iers accordeonspeler
- 2021 - Grigori Sanakojev (86), Russisch schaker
- 2022 - Gerben Karstens (80), Nederlands wielrenner
- 2022 - Meike de Vlas (80), Nederlands roeister
- 2023 - Agneta Andersson (62), Zweeds kanovaarster
- 2023 - Karlos Callens (76), Belgisch politicus
- 2023 - Nina Matviyenko (75), Oekraïens zangeres
- 2023 - László Sólyom (81), Hongaars politicus
- 2023 - Burt Young (83), Amerikaans acteur
- 2024 - Tim Johnson (77), Amerikaans politicus
- 2024 - Aart Moerkerken (77), Nederlands predikant
- 2024 - Wu Bangguo (83), Chinees politicus

## Viering/herdenking
- Alkmaars Ontzet
- Kroatië: Onafhankelijkheidsdag
- Rooms-katholieke kalender:
  - Heilige Amor van Maastricht († 9e eeuw) - Gedachtenis (in bisdom Luik en bisdom Roermond)
  - Heilige Ragenfried († 805)
  - Heilige Demetrius (van Sirmium) († c. 306)
  - Heilige Laurentia (van Ancona/Fermo) († 302)
  - Heilige Thaïs (van Alexandrië) († 4e eeuw)
  - Heilige Reparata (van Cesarea) († c. 250)
  - Heilige Pelagia van Antiochië († c. 460)
  - Heilige Badilo († c. 870)
  - Heilige Hugo Canefro († 1230)
  - Heilige Keyna († 5e eeuw)

## Weerextremen

### Nederland
| | Officiële records | Officiële records | Officiële records |      | Landelijke records  | Landelijke records | Landelijke records                         |
| Gebeurtenis | Jaar              | Extreem           | Locatie           | Jaar | Extreem             | Locatie            |                                            |
| --- | ----------------- | ----------------- | ----------------- | ---- | ------------------- | ------------------ | ------------------------------------------ |
| Laagste etmaalgemiddelde temperatuur (°C) | 1936              | 4,6               | De Bilt           |      | 2002                | 4,4                | Heino                                      |
| Hoogste etmaalgemiddelde temperatuur (°C) | 1995              | 16,8              | De Bilt           |      | 1920 1921 1969 2023 | 18,1               | Vlissingen Maastricht Rotterdam Vlissingen |
| Laagste minimumtemperatuur (°C) | 1912              | −1,9              | De Bilt           |      | 2002                | −3,0               | Eelde                                      |
| Hoogste minimumtemperatuur (°C) | 1933              | 13,3              | De Bilt           |      | 2023                | 15,6               | Hoek van Holland                           |
| Laagste maximumtemperatuur (°C) | 1974              | 8,8               | De Bilt           |      | 1974                | 6,8                | Volkel                                     |
| Hoogste maximumtemperatuur (°C) | 1995              | 23,6              | De Bilt           |      | 1908                | 24,2               | Maastricht                                 |
| Hoogste uurgemiddelde windsnelheid (m/s) | 1924              | 13,9              | De Bilt           |      | 1988                | 22,6               | Huibertgat                                 |
| Hoogste windstoot (m/s) | 1958              | 18,5              | De Bilt           |      | 1983                | 29,8               | IJmuiden                                   |
| Langste zonneschijnduur (uur) | 2002              | 9,8               | De Bilt           |      | 2021                | 10,5               | Maastricht                                 |
| Langste neerslagduur (uur) | 1987              | 11,4              | De Bilt           |      | 1998                | 14,8               | Hoorn Terschelling                         |
| Hoogste etmaalsom van de neerslag (mm) | 1917, 1942        | 21,4              | De Bilt           |      | 1997                | 28,4               | Hoorn Terschelling                         |
| Laagste etmaalgemiddelde relatieve vochtigheid (%) | 1959              | 70                | De Bilt           |      | 1936                | 57                 | De Kooy                                    |
| Laagste uurwaarde luchtdruk op zeeniveau (hPa) | 1987              | 982,3             | De Bilt           |      | 1987                | 978,3              | De Kooy                                    |
| Hoogste uurwaarde luchtdruk op zeeniveau (hPa) | 1927, 1948        | 1032,8            | De Bilt           |      | 1927                | 1034,8             | Eelde                                      |
| Officiële records worden altijd gemeten op het KNMI-weerstation in De Bilt. Landelijke records kunnen worden gemeten op elk officieel KNMI-weerstation in Nederland. |                   |                   |                   |      |                     |                    |                                            |

Uitzonderlijke gebeurtenissen
- 1920 - Laatste officiële warme dag van het jaar (maximumtemperatuur ≥ 20 °C in De Bilt)
- 1972 - Laatste officiële warme dag van het jaar (maximumtemperatuur ≥ 20 °C in De Bilt)
- 2023 - Officieel hoogste uurwaarde luchtdruk op zeeniveau in hPa van oktober dit jaar gemeten in De Bilt: 1026,5

### België
Dagrecords
- 1897 - Laagste etmaalgemiddelde temperatuur 4,8 °C
- 1921 - Hoogste etmaalgemiddelde temperatuur 20,2 °C
- 1912 - Laagste minimumtemperatuur 0,1 °C
- 1921 - Hoogste maximumtemperatuur 26,4 °C
- 1880 - Hoogste etmaalsom van de neerslag 18 mm

Uitzonderlijke gebeurtenissen
- 1904 - Sneeuw op verschillende plaatsen in het land (Doornik, Brussel, Leopoldsburg).

<< · 1 · 2 · 3 · 4 · 5 · 6 · 7 · 8 · 9 · 10 · 11 · 12 · 13 · 14 · 15 · 16 · 17 · 18 · 19 · 20 · 21 · 22 · 23 · 24 · 25 · 26 · 27 · 28 · 29 · 30 · 31 · >>